# Allium chorkessaricum
Allium chorkessaricum — вид трав'янистих рослин родини амарилісові (Amaryllidaceae), ендемік Узбекистану.

## Опис
Цибулинок кілька, циліндричні, довжиною 5–15 мм, шириною 5–10 мм, зовнішні оболонки коричнюваті. Стеблина 15–30 см завдовжки, гладка. Листків 2–4, ≈ 1 мм завтовшки, гладкі. Суцвіття півсферичне, багатоквіткове. Листочки оцвітини дзвінчасті, завдовжки 3.5–4.5 мм, рожеві, з пурпуровою серединною жилкою, гострі. Пиляки пурпурові. Коробочка круглої форми, коротша за квітки.

## Поширення
Ендемік Узбекистану.